# César Dávila Andrade
César Dávila Andrade   (Cuenca, 5 d'octubre de 1918 - Caracas, 2 de maig de 1967) fou un escriptor, crític i poeta equatorià, figura fonamental del conte i la poesia al seu país.
De personalitat complexa, l'escriptor va deixar una obra que, prenent temes que apareixen repetidament a la narrativa latinoamericana, com l'opossició entre l'home i la naturalesa, els va tractar d'una forma molt més fosca, més metafísica, sense detenir-se en les reminicències socials o individuals d'aquest xoc.
Malgrat aquesta disposició vers la literatura més hermètica o metafòrica, Dávila Andrade tampoc no va deixar de tractar temes de contingut polític o reivindicatiu. A la revista editada pel Grupo Madrugada, que va fundar amb Galo René Pérez, a més a més de les seves poesies també hi va publicar "anatemes estremecedors contra els blancs que van esclavitzar als indis d'Atahualpa"
Molt jove encara, abans de fer els 50 anys, es va suïcidar cruentment a la casa del poeta veneçolà Juan Liscano.

## Obres
- Espacio, me has vencido (poemes, 1946).
- Oda al arquitecto (poema, 1946).
- Canción a Teresita (poema, 1946).
- Catedral salvaje (poema, 1951).
- Abandonados en la tierra (contes, 1952).
- Trece relatos (1955).
- Arco de instantes (poema, 1959).
- Boletín y elegía de las mitas (poema, 1967).
- Poemas de amor (edició pòstuma, sense dada).